# Taphrinaceae
Famille
Les Taphrinaceae sont une famille de champignons de l'ordre des Taphrinales

## Liste des genres
Selon Catalogue of Life (20 mars 2021) :
- genre Magnusiella
- genre Protomyces
- genre Protomycopsis
- genre Taphridium
- genre Taphrina
- genre Volkartia

## Liste des genres et espèces
Selon NCBI (20 mars 2021) :
- genre Taphrina
  - Taphrina alni
  - Taphrina amentorum
  - Taphrina americana
  - Taphrina betulina
  - Taphrina bullata
  - Taphrina caerulescens
  - Taphrina californica
  - Taphrina carnea
  - Taphrina carpini
  - Taphrina communis
  - Taphrina confusa
  - Taphrina dearnessii
  - Taphrina deformans
  - Taphrina epiphylla
  - Taphrina farlowii
  - Taphrina flavorubra
  - Taphrina insititiae
  - Taphrina johansonii
  - Taphrina kruchii
  - Taphrina letifera
  - Taphrina maculans
  - Taphrina mirabilis
  - Taphrina mume
  - Taphrina nana
  - Taphrina padi
  - Taphrina polystichi
  - Taphrina populi-salicis
  - Taphrina populina
  - Taphrina pruni
  - Taphrina pruni-subcordatae
  - Taphrina purpurascens
  - Taphrina rhizophora
  - Taphrina robinsoniana
  - Taphrina sacchari
  - Taphrina sadebeckii
  - Taphrina tormentillae
  - Taphrina tosquinetii
  - Taphrina ulmi
  - Taphrina vestergrenii
  - Taphrina virginica
  - Taphrina wiesneri